# 설야 (영화)
"설야"는 한국에서 제작된 김기 감독의 1974년 영화이다. 태현실 등이 주연으로 출연하였고 김인동 등이 제작에 참여하였다.

## 출연

### 주연
- 태현실
- 이낙훈
- 허장강

### 조연
- 박지훈